# یواس‌اس فیچتلر (دی‌دی-۸۷۰)
یواس‌اس فیچتلر (دی‌دی-۸۷۰) (به انگلیسی: USS Fechteler (DD-870)) یک کشتی بود. این کشتی در سال ۱۹۴۵ ساخته شد.